# تيريزا سبينس
تيريزا سبينس هي زعيمة قبيلة كندية، ولدت في 1963 في Kenora District ‏ في كندا.